# Ethylen-Pipeline Sud
Ethylen-Pipeline Sud – трубопровід для транспортування етилену в Німеччині.
Станом на початок 21 століття численні нафтохімічні підприємства рейнського регіону Німеччини були зв’язані між собою та з підприємствами і портами Нідерландів та Бельгії мережею етиленопроводів (ARG та інші). Кілька майданчиків на півночі та сході країни (а також у Чехії) мали вихід до світового ринку через портовий термінал у Штаде та трубопроводи Штаде – Тойченталь і Штаде – Брунсбюттель. І лише розташовані в Баварії виробництва залишались ізольованими (хоч і пов’язаними між собою етиленопроводом Мюнксмюнстер – Гендорф). Для їх під’єднання вирішили прокласти новий трубопровід Ethylen-Pipeline Sud, який би з’єднав Людвігсгафен-на-Рейні (тут зокрема працюють установки парового крекінгу концерну BASF та починається етиленопровід Людвігсгафен – Франкфурт) з Мюнксмюнстером (тут працює піролізна установка компанії LyondellBasell).
Ethylen-Pipeline Sud має довжину 370 км, з яких 320 км пройшли у вже існуючих трубопровідних коридорах (в т.ч. 250 км паралельно Трансальпійському нафтопроводу). Система має діаметр 250 мм та розрахована на роботу з тиском 9 МПА. Труби проклали під землею на глибині від 1 до 1,5 метрів, крім того, на трасі існують виконані за допомогою земснарядів переходи через Рейн та Дунай.
Спорудження системи почалось у другій половині 2000-х років, а введення в експлуатацію припало на 2013-й.